# Джоан Гаррісон (плавчиня)
Джоан Гаррісон (англ. Joan Harrison, 29 листопада 1935 — 20 травня 2025) — південноафриканська плавчиня.
Олімпійська чемпіонка 1952 року.

## Життєпис
Джоан Гаррісон народилася в спортивній родині. Її мати була плавчинею, а батько — регбістом. У 13 років вона вже володіла трьома рекордами для молодших вікових груп і двома національними рекордами для дорослих. У цьому ж віці вона виграла на дистанціях на 220 і 500 ярдів вільним стилем в чемпіонат країни з плавання серед дорослих. У 1950 році, у віці 14 років, вона виграла 440 ярдів вільним стилем на Іграх Співдружності в Окленді, Нова Зеландія, побивши старий рекорд на 13 секунд і фінішувавши на 7 секунд попереду суперниць. Це були її перші міжнародні змагання, і вона була оголошена найкращою плавчинею на Іграх. Її другими Міжнародними іграми були Олімпійські ігри в Гельсінкі в 1952 році, де вона виграла першу і єдину до 1996 року золоту олімпійську медаль Південної Африки у плаванні. У 1954 році на Іграх Співдружності у Ванкувері вона виграла дві золоті медалі, срібну та бронзову. Після цього вона завершила кар'єру плавчині у віці 17 років, зосередившись на хокеї на траві. У 1954 році їй вдалося повернутися ще на два роки, щоб виграти Національний чемпіонат у своїй улюбленій дисципліні 100 метрів на спині у 1956 році. Протягом шести років вона була найкращою плавчинею Південної Африки у вільному стилі та на спині.
У 1952 році вона отримала нагороду Фонду Хелмса за найкращі африканські спортивні результати в будь-якому виді спорту.
У 1982 році введена до Міжнародної зали слави плавання.

## Спортивні досягнення
Джоан Гаррісон мала такі місця на подіумі великих спортивних змагань:
- 1 місце на Олімпіаді 1952 року в запливі на 100 метрів на спині;
- 1 місце на Іграх Британської імперії 1950 року в запливі на 440 ярдів вільним стилем,
- 1 місце на Іграх Британської імперії та Співдружності 1954 року в запливі на 110 ярдів на спині,
- 1 місце на Іграх Британської імперії та Співдружності 1954 року в естафеті 4×110 ярдів вільним стилем (з Наталі Майбург, Фелісіті Лавдей та Махдульдт Петцер),
- 2 місце в Іграх Британської імперії та Співдружності 1954 року комплексним плаванням 3×110 ярдів (з Махдульдт Петцер і Мері Морган),
- 3 місце в Іграх Британської імперії 1950 року в запливі на 110 ярдів вільним стилем,
- 3 місце в Іграх Британської імперії та Співдружності 1954 року в запливі на 110 ярдів вільним стилем.